# Omicidio a Los Angeles
Omicidio a Los Angeles (Last Looks) è un film del 2022 diretto da Tim Kirkby.

## Trama
Monica, la moglie del famosissimo attore Alastair Pinch viene trovata morta, e ben presto iniziano le conseguenti indagini per risalire all'artefice dell'omicidio. Il primo dei sospettati è naturalmente il marito, e per una serie di circostanze, spinto dalla ex-fidanzata Lorena, Charlie Waldo si ritrova a occuparsi del caso in qualità di investigatore privato; quest'ultimo era stato in passato detective, ma aveva abbandonato la polizia in seguito a un errore giudiziario che non era riuscito a rimediare. Procedendo nelle indagini, Waldo scopre che praticamente tutte le persone intorno a Pinch – tra cui l'avvenente e misteriosa insegnante Jayne White – avevano un movente per uccidere Monica.

## Distribuzione
Negli Stati Uniti la pellicola è stata distribuita dalla RLJE Films a partire dal 4 febbraio 2022, mentre in Italia il 7 marzo dello stesso anno trasmessa su Sky Cinema Uno.

### Edizione italiana
Il doppiaggio italiano di Omicidio a Los Angeles è stato eseguito presso la CD Cine Dubbing, con la direzione di Perla Liberatori su dialoghi di Gaia Molinari, la quale svolge anche il ruolo di assistente al doppiaggio.